# 시리아인권관측소
시리아인권관측소(Syrian Observatory for Human Rights, SOHR, 아랍어: المرصد السوري لحقوق الإنسان)는 2006년 5월에 설립된 영국에 본부를 둔 정보 사무소로, 시리아의 인권 침해를 기록하는 것을 목표로 하고 있다. 2011년부터는 시리아 내전에 초점을 맞춰왔다. 전쟁이 시작된 이래 주요 언론 매체에서는 분쟁의 모든 측면에서 발생한 일일 사망자 수, 특히 시리아 공습으로 사망한 민간인 수에 대해 자주 인용했다. SOHR은 "반대파"이자 반아사드 세력으로 묘사되어 왔지만 분쟁의 모든 측면에서 저지른 전쟁 범죄에 대해 보고했다.